# Jaron Blossomgame
Jaron Blossomgame, né le 16 septembre 1993 à Alpharetta, Géorgie, est un joueur américain de basket-ball évoluant aux postes d'ailier et d'ailier fort.

## Biographie
Il est choisi en 59e position par les Spurs de San Antonio lors de la draft 2017 de la NBA.
En juillet 2021, Blossomgame s'engage pour la saison 2021-2022 avec le Ratiopharm Ulm, club allemand de première division. Il réalise une bonne saison en EuroCoupe et est sélectionné dans la meilleure équipe-type (All-EuroCup First Team) de la compétition.
Le 19 juillet 2022, il s'engage avec l'AS Monaco, qui participe au championnat de France et à l'Euroligue, pour une saison plus une saison en option. Le 10 juillet 2023, il prolonge son contrat avec l'AS Monaco d'une saison supplémentaire. Il est lié avec le club jusqu'en juin 2024. Il prolonge à nouveau en juin 2024 avec le club de la principauté jusqu'en 2026.

## Palmarès
- AS Monaco
  - Champion de France en 2023 et 2024
  - Vainqueur de la Coupe de France en 2023